# Valserhône
Valserhône ist eine französische Gemeinde mit 16.162 Einwohnern (Stand: 1. Januar 2022) im Département Ain in der Region Auvergne-Rhône-Alpes. Sie gehört zum Arrondissement Nantua und ist Verwaltungssitz des Gemeindeverbands Terre Valserhône. Das Bureau centralisateur des gleichnamigen Kantons befindet sich in Valserhône.
Die Gemeinde entstand als Commune nouvelle mit Wirkung vom 1. Januar 2019 durch die Zusammenlegung der bisherigen Gemeinden Bellegarde-sur-Valserine, Châtillon-en-Michaille und Lancrans, die in der neuen Gemeinde den Status einer Commune déléguée haben. Der Verwaltungssitz befindet sich in Bellegarde-sur-Valserine.

## Gemeindegliederung
| Commune déléguée                           | Ehemaliger INSEE-Code | PLZ   | Fläche (km²) | Einwohnerzahl (2022) |
| ------------------------------------------ | --------------------- | ----- | ------------ | -------------------- |
| Bellegarde-sur-Valserine (Verwaltungssitz) | 01033                 | 01200 | 15,25        | 11.101               |
| Châtillon-en-Michaille                     | 01091                 | 01200 | 37,62        | 03.987               |
| Lancrans                                   | 01205                 | 01200 | 09,66        | 01.074               |

## Lage
Die Stadt Valserhône liegt rund 30 Kilometer westsüdwestlich von Genf und rund 34 Kilometer nordwestlich von Annecy am Jura-Durchbruch der Rhône, die hier die Grenze zum Département Haute-Savoie markiert und ihrem Nebenfluss Valserine. Teile des Stadtgebietes gehören zum Regionalen Naturpark Haut-Jura. Die heute überfluteten Pertes du Rhône befinden sich ebenfalls auf dem Gebiet von Valserhône. Im Westen der Stadt verläuft die Autobahn A 40; hier befindet sich auch der Flugplatz Aérodrome de Bellegarde-Vouvray. Nachbargemeinden sind Montanges und Confort im Norden, Collonges im Nordosten, Léaz im Osten, Éloise und Saint-Germain-sur-Rhône im Südosten, Billiat und Villes im Süden, Haut Valromey im Südwesten, Le Poizat-Lalleyriat im Westen sowie Saint-Germain-de-Joux im Nordwesten.

## Sehenswürdigkeiten
- Kirchen Saint-Nicolas, Mariä Himmelfahrt, Saint-Jean-Baptiste
- Kirchen Saint-Amand, Saint-Étienne, Kirche Saint-Paul
- Kapelle Notre-Dame-des-Grâces

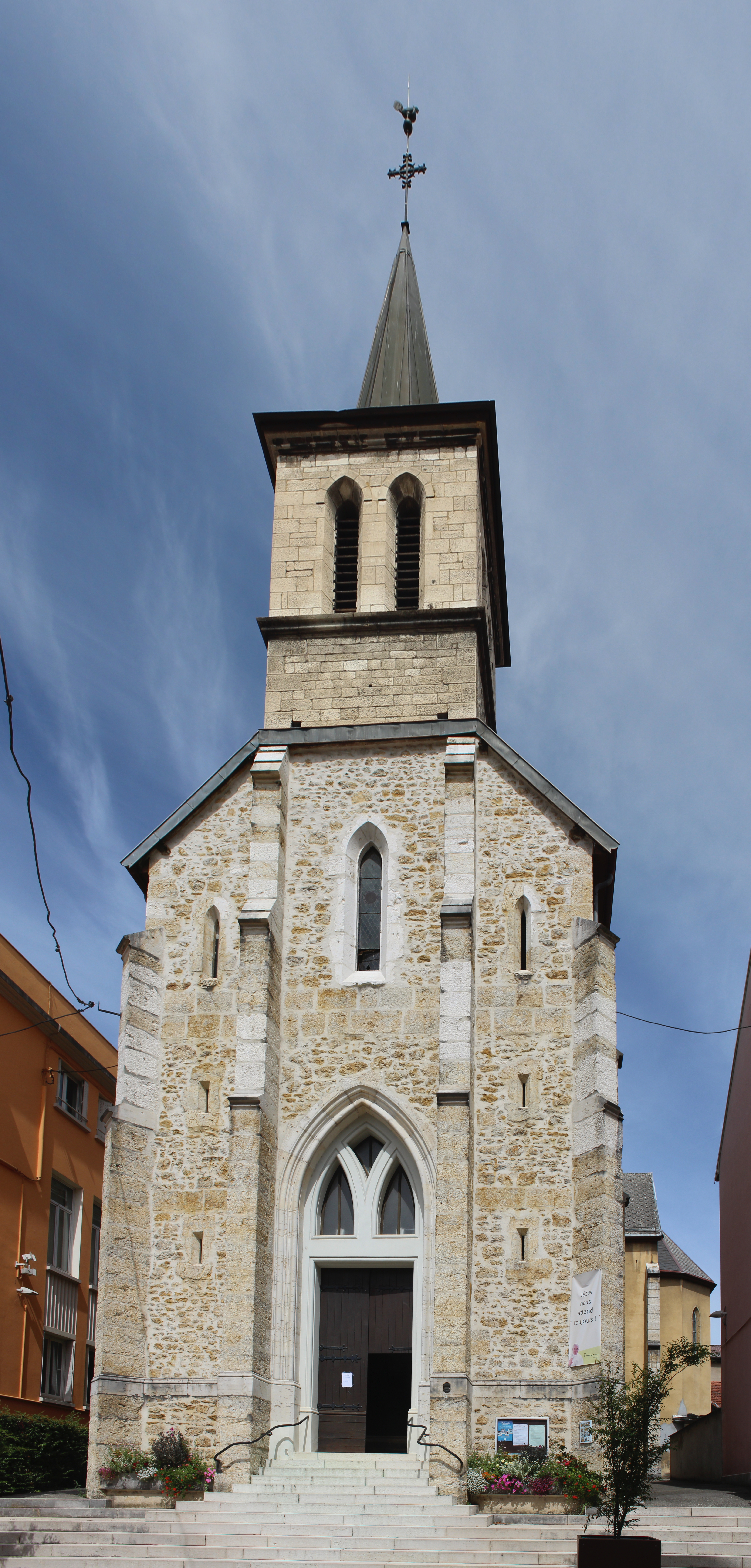
Kirche Mariä Himmelfahrt
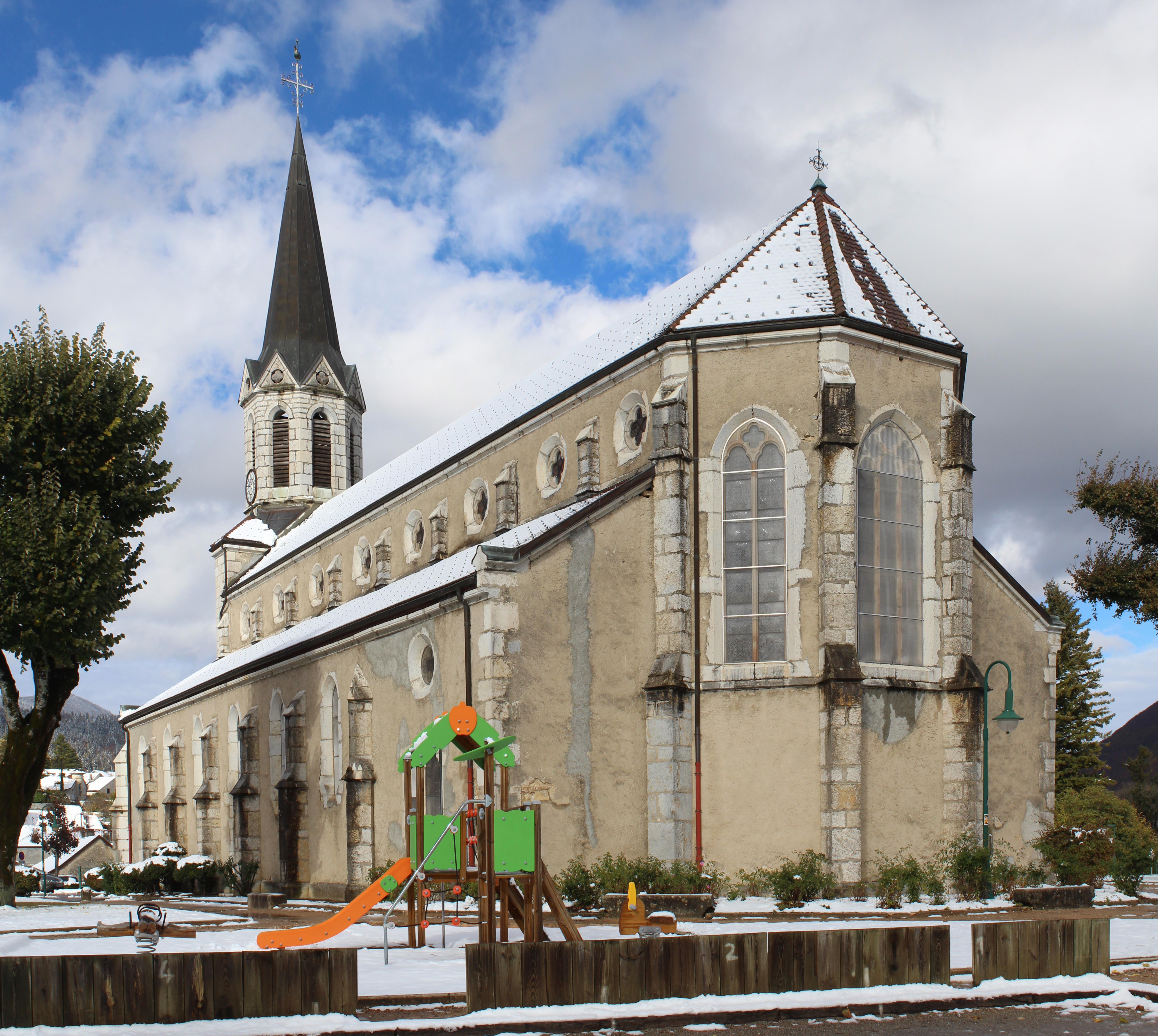
Kirche Saint-Jean-Baptiste
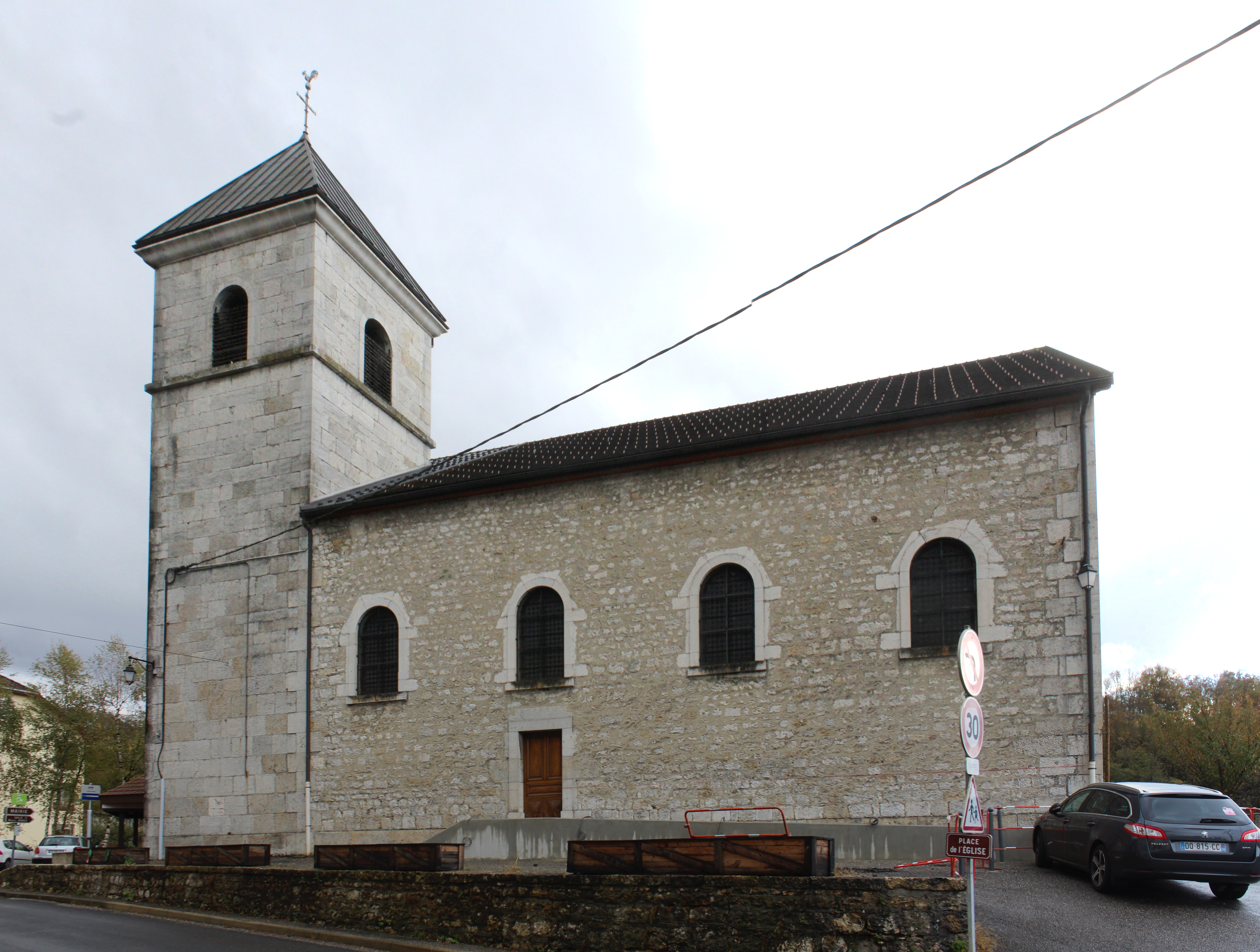
Kirche Saint-Amand
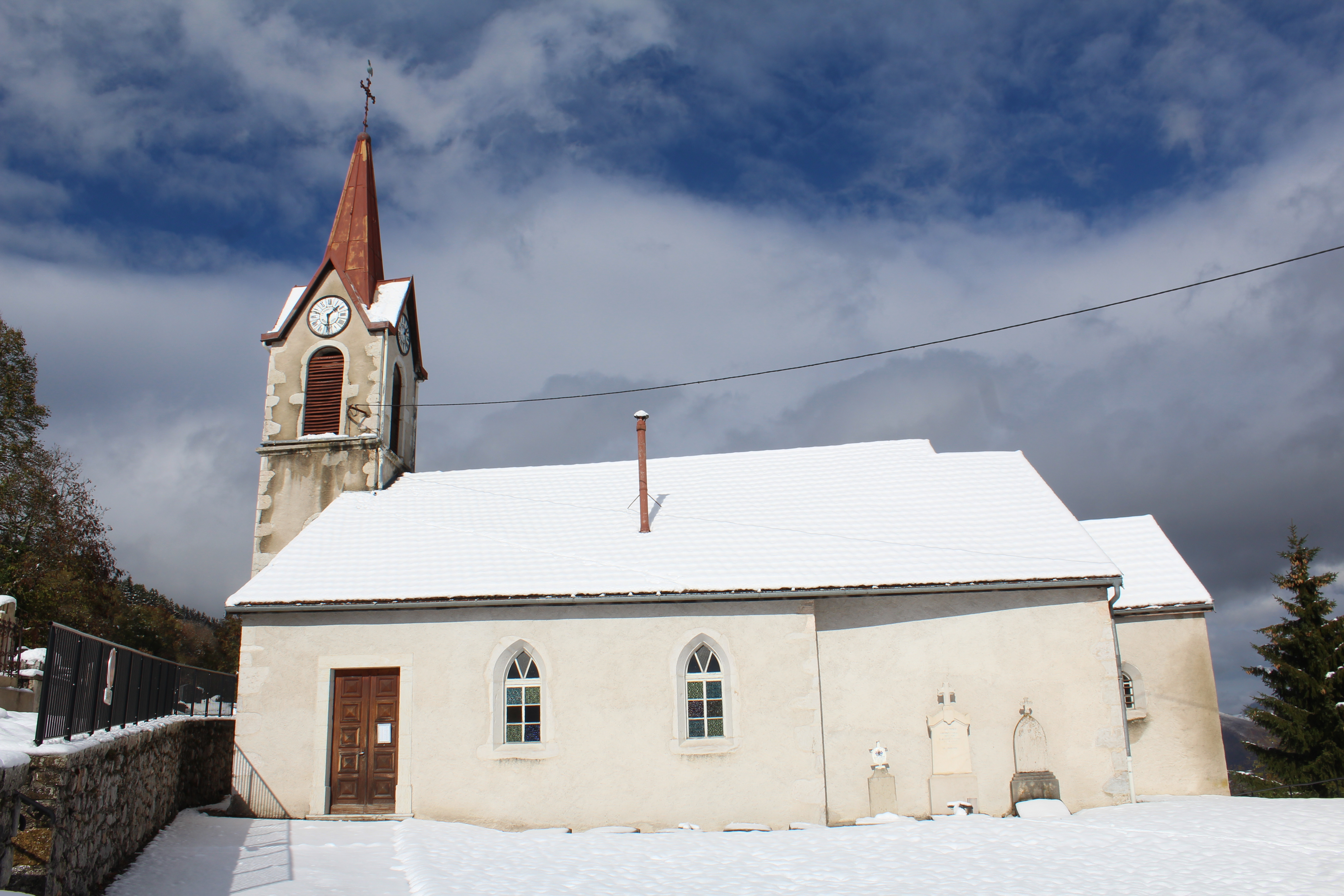
Kirche Saint-Étienne
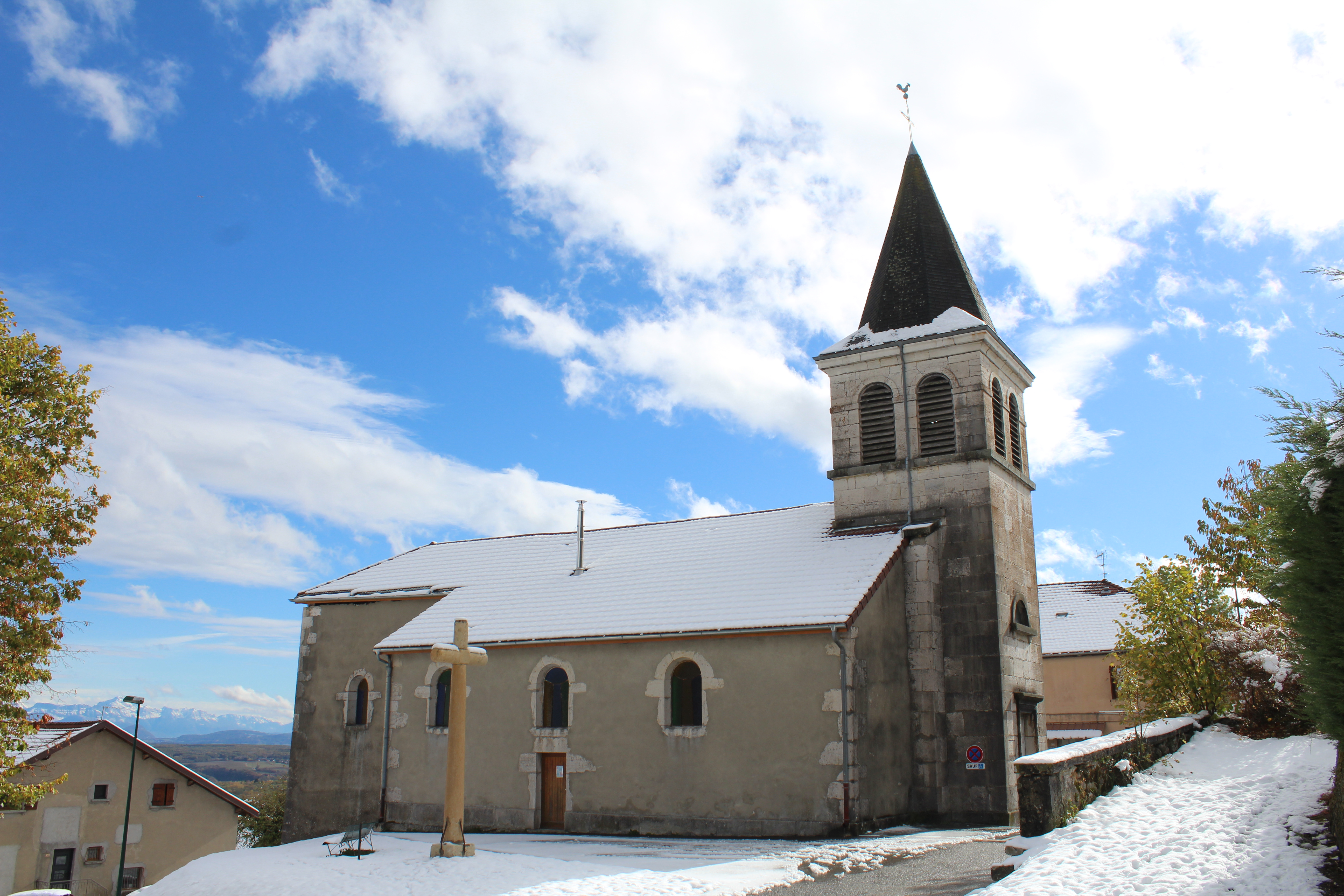
Kirche Saint-Paul
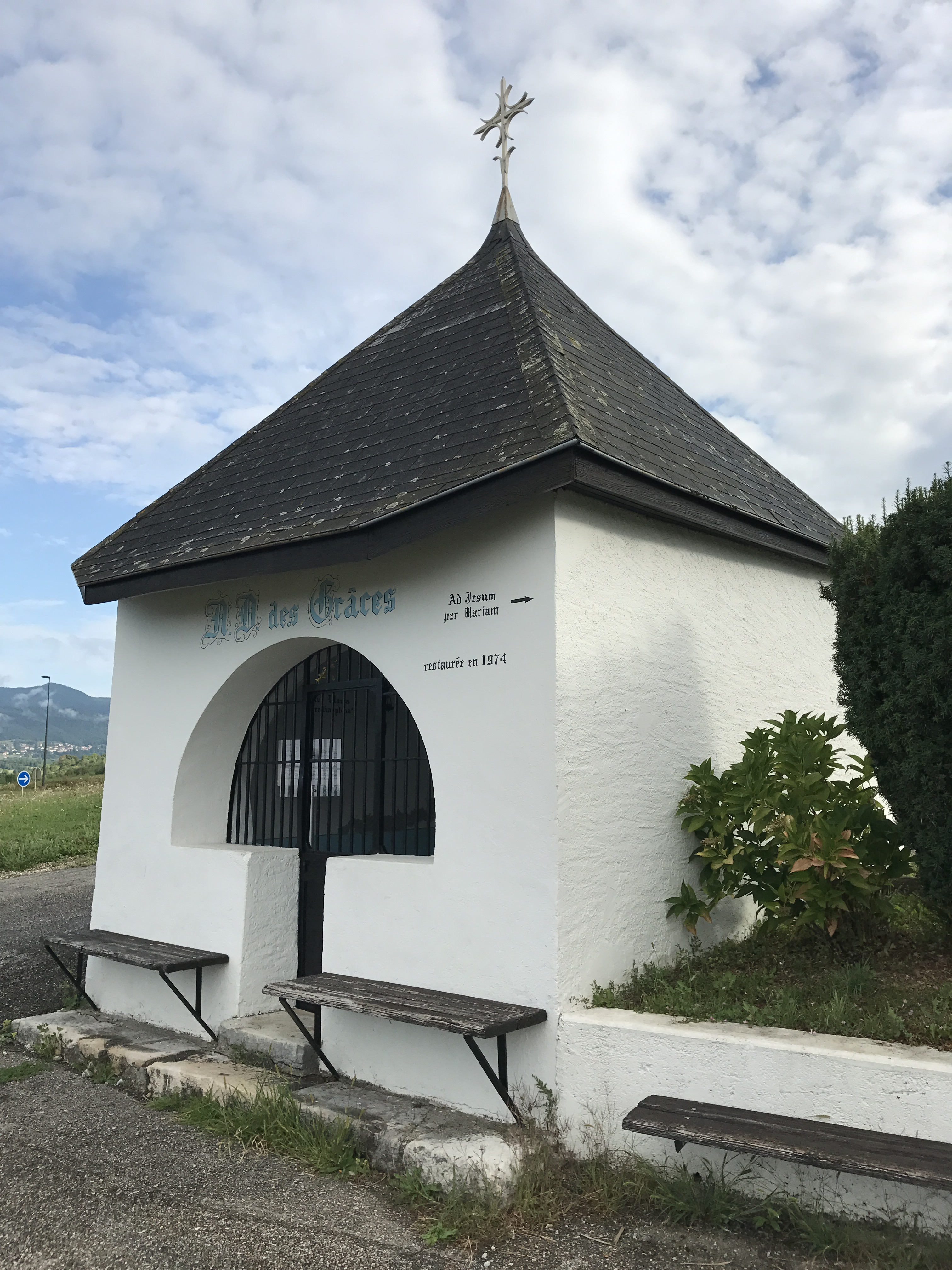
Kapelle Notre-Dame-des-
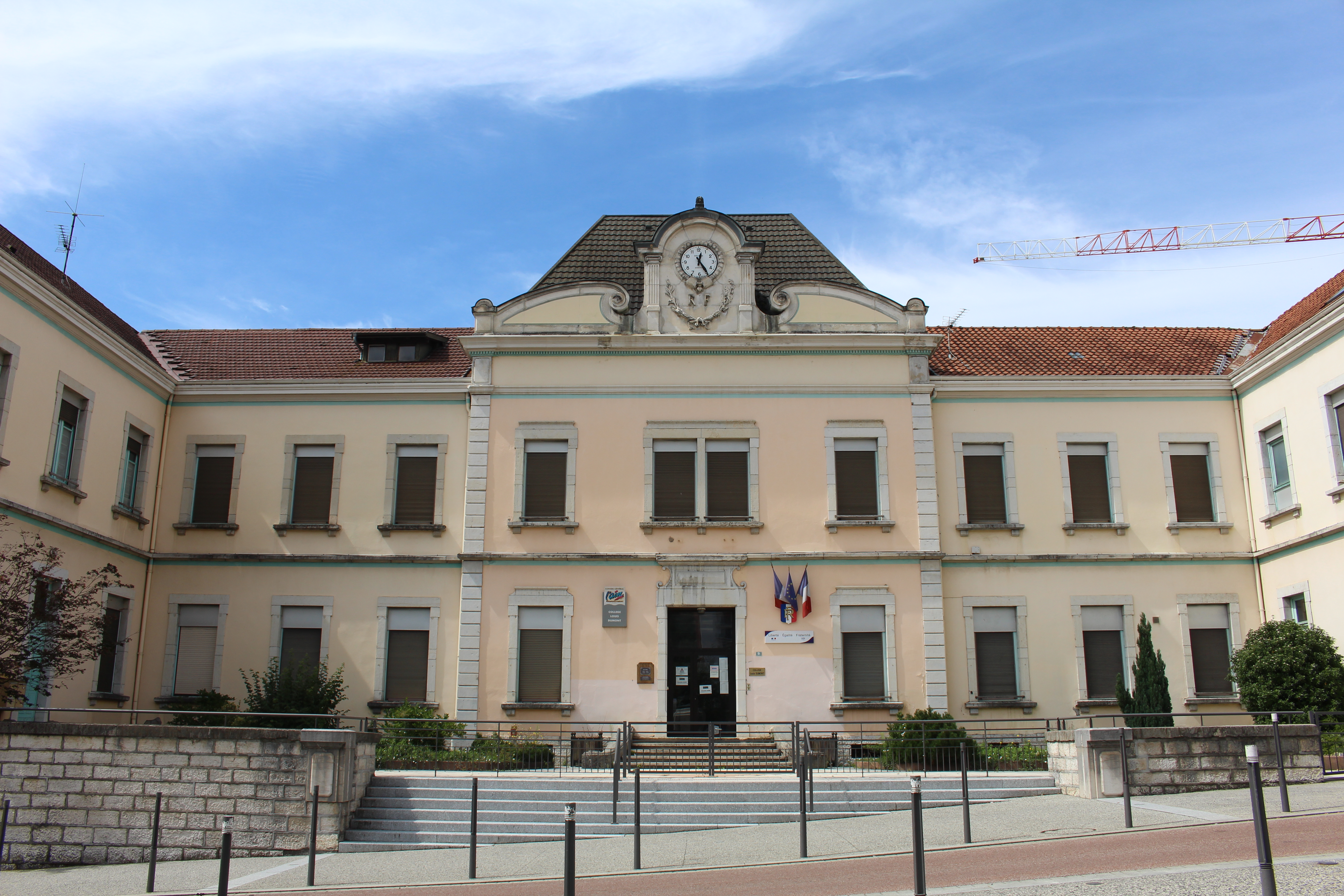
Collège Dumont
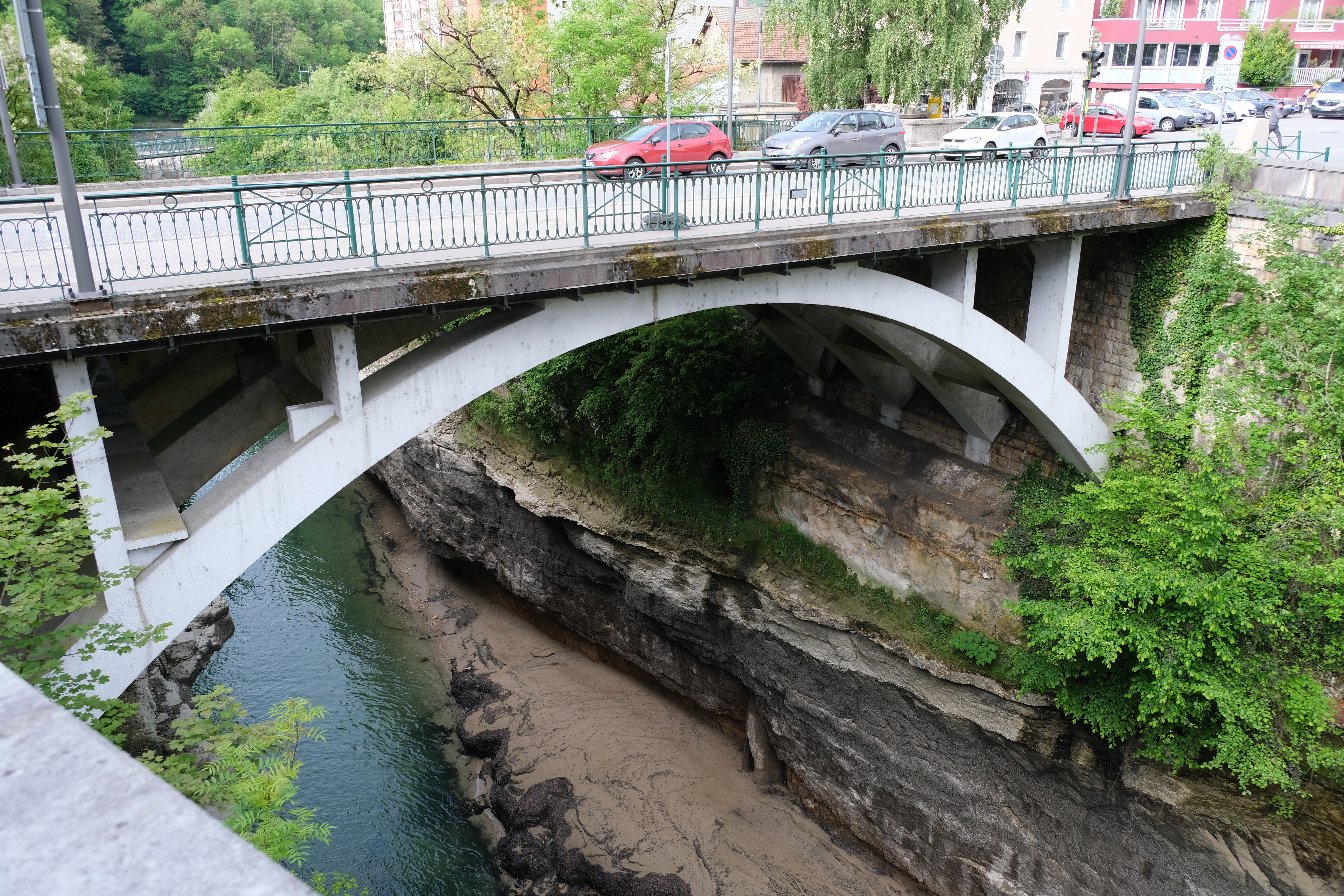
Pont de CoupyCollège Dumont Bellegarde Valserine Valserhône 3.jpg